# Eunidia bigriseovittata
Eunidia bigriseovittata là một loài bọ cánh cứng trong họ Cerambycidae.